# Miguel Lozano
Miguel Lozano y Herrero (Jumilla, 21 de mayo de 1842-Albacete, 3 de diciembre de 1874) fue un militar español. 
Durante la tercera guerra carlista, proclamada la Primera República, abandonó el Ejército español para unirse al bando carlista y realizó una expedición militar por las provincias de Almería, Granada, Murcia, Albacete y Alicante al mando de unos dos mil hombres. Apresado en Linares, fue fusilado en Albacete.

## Biografía
Militar de carrera, a los 15 años de edad ingresó en clase de cadete en el Colegio de Infantería. En 1860 fue ascendido a alférez y destinado al Provincial de Lugo, pasando al poco tiempo a La Coruña agregado al 4.º Regimiento a pie de Artillería. En 1865 fue destinado al Regimiento de Infantería de Aragón. Sirvió después en el Provincial de Murcia y ascendido a teniente en julio de 1866, prestó el servicio de su clase en el Provincial de Valencia y en el Regimiento de América, de guarnición en Madrid.
En 1868 se le concedió el grado de capitán, y destinado al año siguiente al Regimiento de Burgos, permaneció con él en Cartagena hasta 1872, en que salió a operaciones ganando en ellas el empleo de capitán y la Cruz Roja de 1.ª clase del Mérito Militar. Destinado luego al Regimiento de San Fernando, sirvió en él hasta que pidió el reemplazo.
En noviembre de 1873 solicitó licencia absoluta, alegando que sus ideas monárquicas no le permitían continuar prestando sus servicios a un gobierno republicano, e ingresó en el Ejército carlista del Centro.

### Expedición carlista

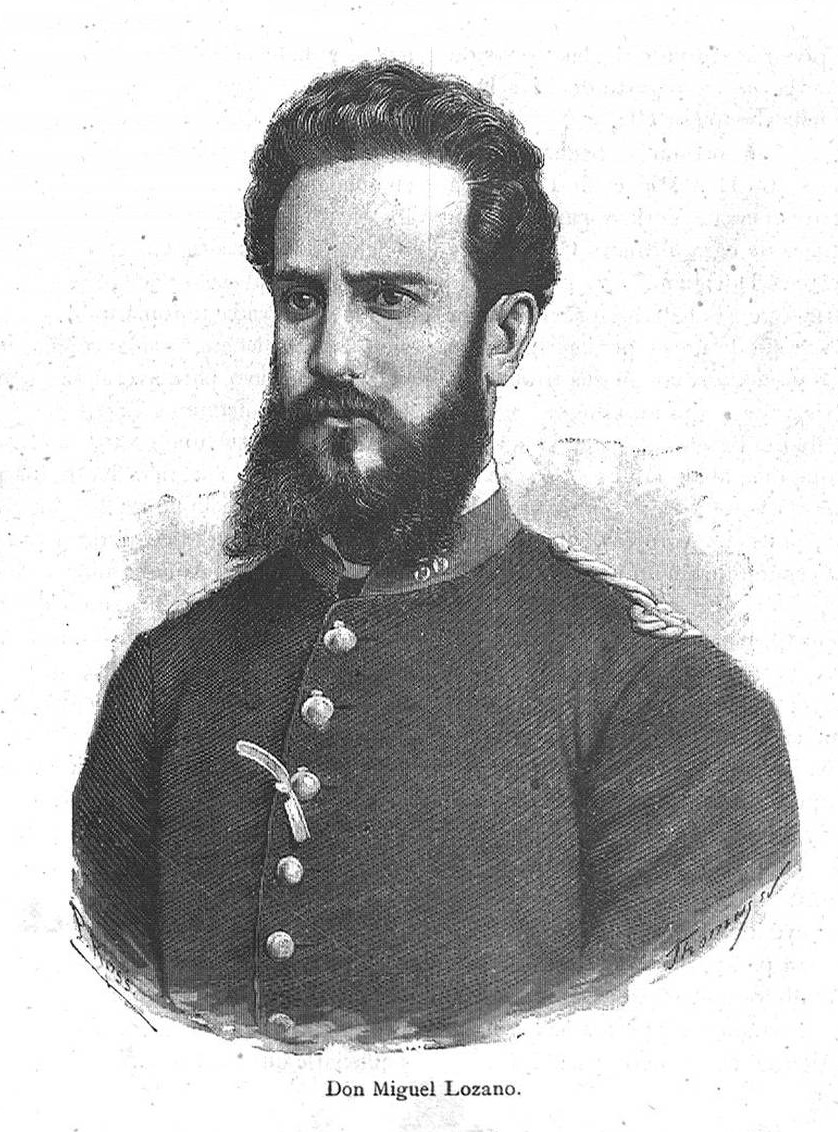
Retrato de Miguel Lozano en la revista El Estandarte Real.

Nombrado comandante y encargado del mando de un batallón, se batió en Bocairente, Albacete, Minglanilla, Domeño, Cuenca, Teruel y Alcañiz, conquistando el empleo de teniente coronel. En septiembre de 1874 el infante Don Alfonso le encargó dirigir una expedición por las provincias del sur de España. El día 14 salió de Chelva con 500 infantes, 33 caballos y algunos oficiales para formar con ellos nuevos batallones. Durmió en Utiel, pasó por Caudete a pernoctar en la venta que hay en el camino de Villalgordo; el 15 pasó por Venta del Moro, atravesó el río Cabriel por el puente de Cañaveral, alojándose en Casas-Ibáñez; el 16 de septiembre pernoctó en Alatoz, sorprendió un tren, montó en él y se dirigió a Hellín, rompiendo después la vía por Lorca.
Ya en la provincia de Almería, entró en poblaciones importantes como Vélez-Blanco y Vélez-Rubio. Pasó por Lorca, continuando su marcha victoriosa sin otro disgusto que el tener que fusilar a un bagajero de Isso por habérsele justificado que hacía traición. El 5 de octubre Lozano sorprendió en Agramón los trenes que subían de Murcia, custodiando en uno de ellos nueve guardias civiles la cantidad de 720 000 reales, que se entregaron al marqués de Villamejor en cuanto probó le pertenecían, poniéndose en libertad a los guardias después de haberles dado dos días de haber. Lozano convidaría a su mesa al comandante de Infantería Ferrer, al marqués de Villamejor y al director general de Aduanas López Gisbert, concediéndoles enseguida la libertad.
Un viajero cuyo tren fue asaltado por Lozano, describió al cabecilla carlista en estos términos:

Representa unos 30 años; es alto, moreno, bien parecido, simpático, algo cargado de espaldas, y de carnes regulares; lleva toda la barba, larga, partida y bien cuidada; tiene la nariz aguileña, la voz dulce y agradable, aunque varonil; la mirada natural; su andar es muy descuidado; su carácter serio, y, á lo que nos pareció, más bien débil que fuerte, mis amable que terrible; llevaba bota de montar, pantalón grancé con franja negra, chaleco verde-azul con botón dorado, guerrera del mismo paño con adornos negros, y en sus bocamangas las insignias de coronel; cuello de camisa blanco, alto, con los picos doblados; corbata negra, haciendo un lazo; boina encarnada con borla de oro; sable de tirantes, y revólver.

El 7 de octubre entró en su localidad natal de Jumilla, pasó por Pinoso y La Romana, durmiendo en Novelda, donde cogió algunos prisioneros, a los que puso en libertad al día siguiente. Visitó las poblaciones de Elche y Crevillente, entrando en Orihuela, donde el entusiasmo con que se le recibió rayó en delirio.

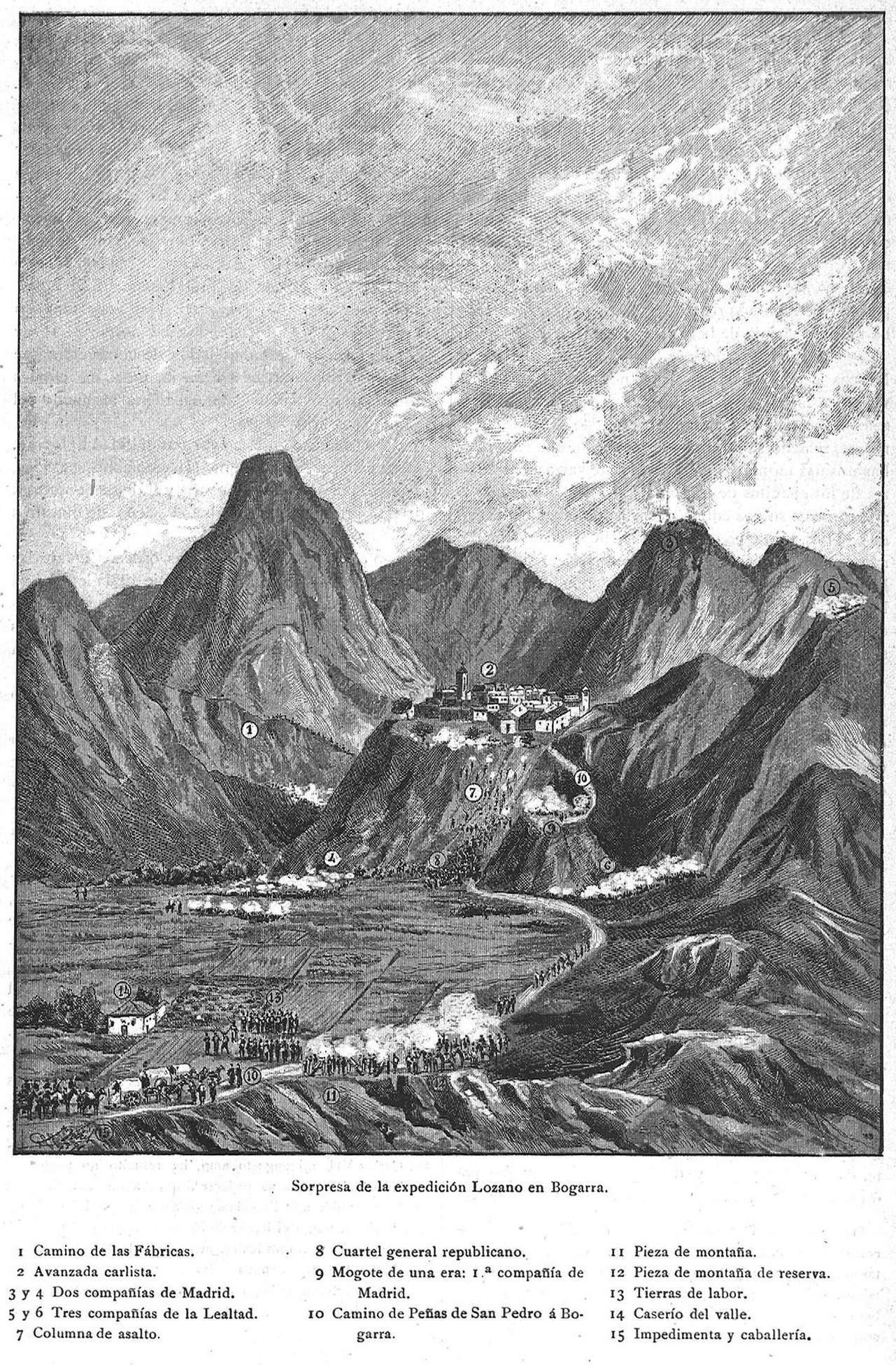
Sorpresa de la expedición Lozano en Bogarra (16 de octubre de 1874).

Unos 300 voluntarios se le unieron en esta última ciudad y con todas sus fuerzas salió después de media noche, pues por un parte que se le cogió al enemigo supo Lozano que le rodeaban tres columnas; en Fortuna presentó acción a una de ellas, que no fue aceptada, por lo que continuó su marcha. En Cieza sostuvo un combate victorioso con la División Portilla, dejando el campo merced a una retirada que admiró a sus enemigos. En Pozo Cañada cuatro empleados que estaban recomponiendo la vía, fueron fusilados según la orden que Lozano había comunicado a todas las líneas; pero este jefe no tuvo conocimiento del hecho hasta cumplida la sentencia en consejo de guerra verbal.
El 16 llegó a Bogarra, pero al salir del cercano pueblo de Peñas de San Pedro, el teniente coronel carlista J. G. desertó, se presentó al brigadier liberal Dabán y le dio cuenta de que los carlistas pernoctarían en Bogarra. A las 12 de la noche eran sorprendidos, salvándose con Lozano unos 150 hombres que se reunieron en las fábricas de Riópar; con ellos fue el 17 a Villanueva, desde donde el paso a Chelva era ya seguro, pero Lozano reunió a los oficiales y les dijo haber manifestado al infante que su expedición no podía durar más de un mes, pero que había dado su palabra de no volver a Chelva hasta recibir orden para ello, por lo cual el oficial que quisiera conducir a los voluntarios hasta aquel pueblo, podía hacerlo, y que él se iba al Norte a dar parte a Don Carlos de lo que había sucedido. Los oficiales se negaron a abandonarle, por lo que se dio orden a los voluntarios de salir con los equipajes con dirección a Chelva, adonde llegaron sin novedad. Lozano pidió 6000 reales, de los que dio recibo; los repartió entre sus subalternos, comprometiéndose todos a ir, por diferentes caminos, a Gibraltar, para después pasar al Norte.

### Captura y ejecución
En Linares el coronel Lozano fue conocido y denunciado por un carabinero, y sus oficiales se dieron entonces a conocer, siendo todos conducidos a la cárcel pública de Albacete y juzgados por un consejo como reos de delitos comunes, condenando a Lozano y a tres oficiales a la pena de muerte y a la de cadena perpetua a los restantes.
Se remitió la causa, sin haber evacuado citas importantes, despreciando la protesta de los encausados que rechazaban se les considerase de otra suerte que como prisioneros de guerra, y cercenando la defensa escrita que presentó el oficial nombrado de oficio para dicho cargo. Remitida la causa a la Capitanía General de Valencia, el auditor de este distrito encontró defectuoso el procedimiento y no habiéndose conformado con este dictamen el capitán general, remitió en consulta la causa al Consejo Supremo de la Guerra.
Llegada aquella a Madrid, se envió a todas las autoridades superiores copia de la protesta en la cual se demostraba que declarada formalmente la guerra civil, no podían ser juzgados los presos carlistas como reos de delitos comunes, sino como prisioneros de guerra, conforme al derecho de gentes. En vista de esto, la suerte de Lozano despertó vivo interés en todas las clases de Madrid; personas de todas posiciones, hombres políticos de diferentes partidos y damas principales de la grandeza española solicitaron el indulto y repitieron sus instancias para obtener la vida de Miguel Lozano; pero el gobierno de España hizo se ejecutase la sentencia.
Entretanto el coronel Lozano, desde que se entró prisionero en Albacete, decía a sus compañeros y amigos: «Presiento que está decretada mi muerte, porque el gobierno es débil y necesita una víctima para satisfacer la opinión pública de los liberales». Jamás creyó que sería indultado, y sólo manifestó su repugnancia a sufrir el suplicio en garrote como un bandido.
El día 2 de diciembre se habilitó para capilla la sala de Audiencia y poco después condujeron a ella a Lozano; se le leyó la sentencia de muerte y la escuchó sin conmoverse. Terminado este acto, suplicó con entereza y sin afección que le dejasen dormir un rato; media hora después dormía profundamente, sin dar muestras de inquietud. Tres horas después llegó un amigo letrado que desde el principio de la causa le auxilió con sus consejos; a su voz despertó Lozano, y según costumbre, le saludó con un abrazo. Hablaron tranquilamente y cuando el amigo quiso inspirarle confianza en la próxima llegada del indulto, Lozano, con la sonrisa de la incredulidad, contestó: «Me matan, pero moriré tranquilo, porque tranquila tengo mi conciencia». Lozano pidió confesarse, después de lo cual, su confesor diría: «La confesión de Lozano ha sido edificante: ha servido a la causa de la Religión, de la Patria y del Rey». Su defensor, que ni un momento le abandonó en el último trance, recibía consuelos del mismo por quien lloraba. Allí acudieron sacerdotes, jefes y oficiales de la guarnición y otras varias personas, con quienes conversó con la mayor afabilidad; y al volver el confesor, Lozano dijo al jefe de la Guardia Civil: «Aquí llega el que sabe mis pecadillos», y esto lo dijo sonriéndose, mientras todos lloraban por él.
Antes de ser ejecutado, Lozano escribió a Don Carlos, pidiéndole como premio de sus servicios que no se derramara por su muerte ni una gota de sangre. Los carlistas tenían entonces prisioneros a un general, dos brigadieres y dos coroneles a quienes Don Carlos podía mandar fusilar, pero atendiendo la súplica que Lozano le hizo al ir a ser fusilado por los enemigos, dio orden para que se canjeara inmediatamente a aquellos generales y jefes liberales.
Después se dedicó a escribir cartas de despedida; según la revista carlista El Estandarte Real, la más notable fue la que dirigió a la condesa del Montijo, presidenta de la comisión de damas nobles que se había interesado por su vida. Volvió luego a dormir hasta que le despertaron momentos antes del suplicio; entonces se levantó y, después de asearse, oyó misa y comulgó con la mayor serenidad, sin afectación ninguna.
Llamó a su defensor para hacerle otros pequeños encargos, entre ellos el de repartir algunos objetos de su pertenencia entre los amigos, y, por último, le previno hiciera saber a sus padres que no quería que sus huesos descansaran mucho tiempo en Albacete, por haber sido ingrata para él. Antes de marchar al lugar del suplicio, pidió recado de escribir, y sobre la misma mesa del altar, teniendo un cabo de cirio en la mano izquierda, escribió la siguiente carta de despedida:

Querida madre mía, mis queridos hermanos: De aquí a breves momentos habré dejado de existir; muero tranquilo, porque soy inocente: no lloreis mi muerte porque voy al cielo desde donde pedir á Dios por vosotros y hasta por sus enemigos, vuestro Miguel.

Soltó la pluma y cogió el crucifijo, hizo la última fervorosa oración y entró en el carruaje con el confesor, otros sacerdotes y el defensor. Dentro ya del carruaje, uno de los sacerdotes, llorando amargamente, pidió perdón para cierta persona que había deseado su muerte, y que estaba arrependida. Lozano contestó que la perdonaba de todo corazón.

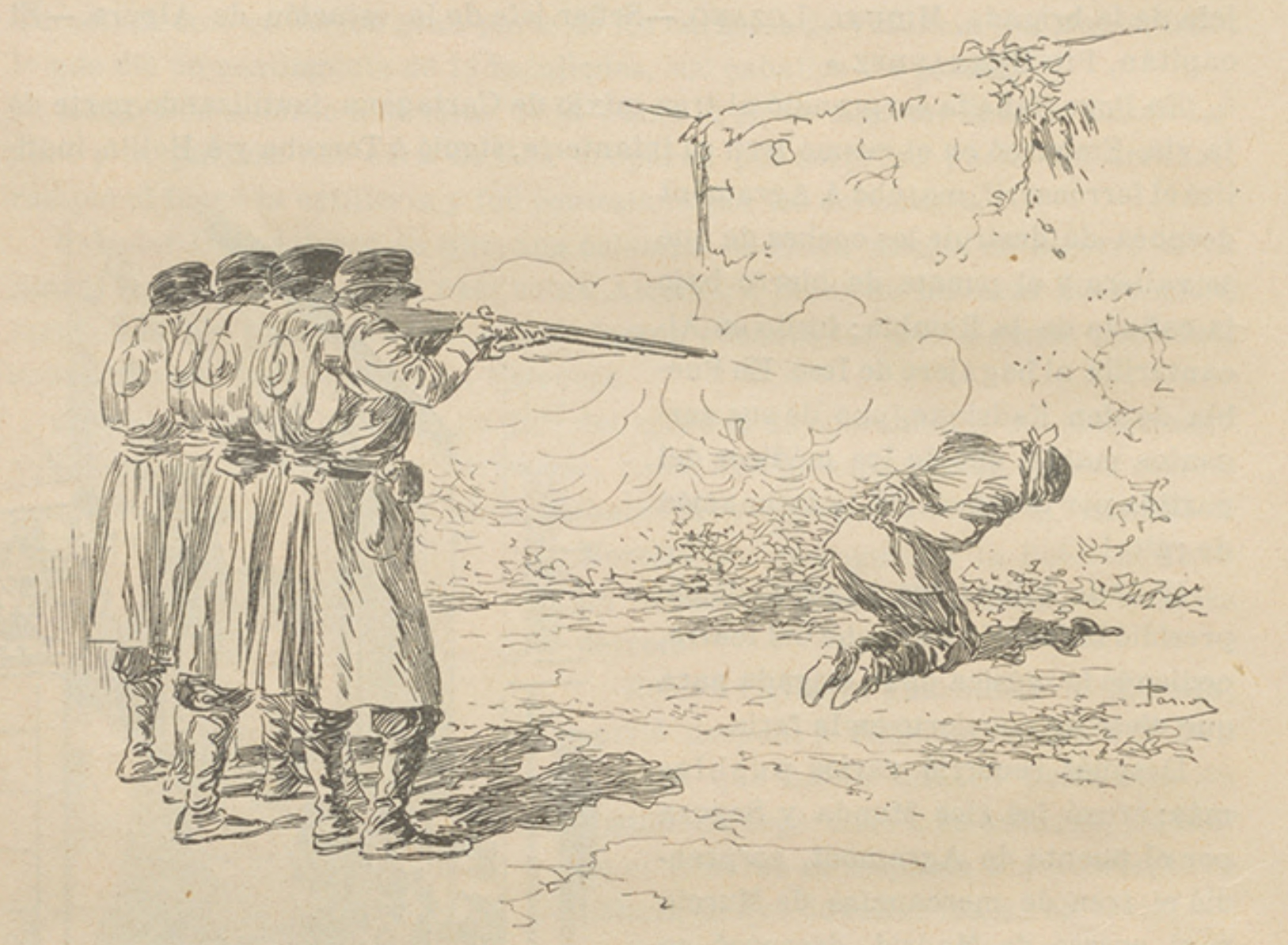
Fusilamiento de Lozano en Albacete

Después de abrazar a los sacerdotes, Lozano pidió despedirse de la Guardia Civil que le había custodiado en la cárcel. Se adelantó una compañía, Lozano buscó con la vista al viejo comandante que, espada en mano, lloraba, y después de dirigir algunas palabras a los soldados, el comandante y él se abrazaron, teniendo Lozano el crucifijo a un lado y al otro su espada el anciano jefe de la Guardia Civil; esta escena arrancó lágrimas a todos los presentes.
Serenamente se despojó después de algunas prendas de su traje, dio veinte pesetas a los soldados que debían fusilarle; pidió dos veces, por favor, mandar la escolta, lo cual le negó el teniente coronel Cebrián, y poco después cayó muerto.
Había pedido ser enterrado en Jumilla pero, tras su ejecución, sus restos se mantuvieron en Albacete.
Don Carlos tendría un recuerdo especial hacia él al instituir en 1895 la fiesta de los Mártires de la Tradición.